# オモリカトウヒ

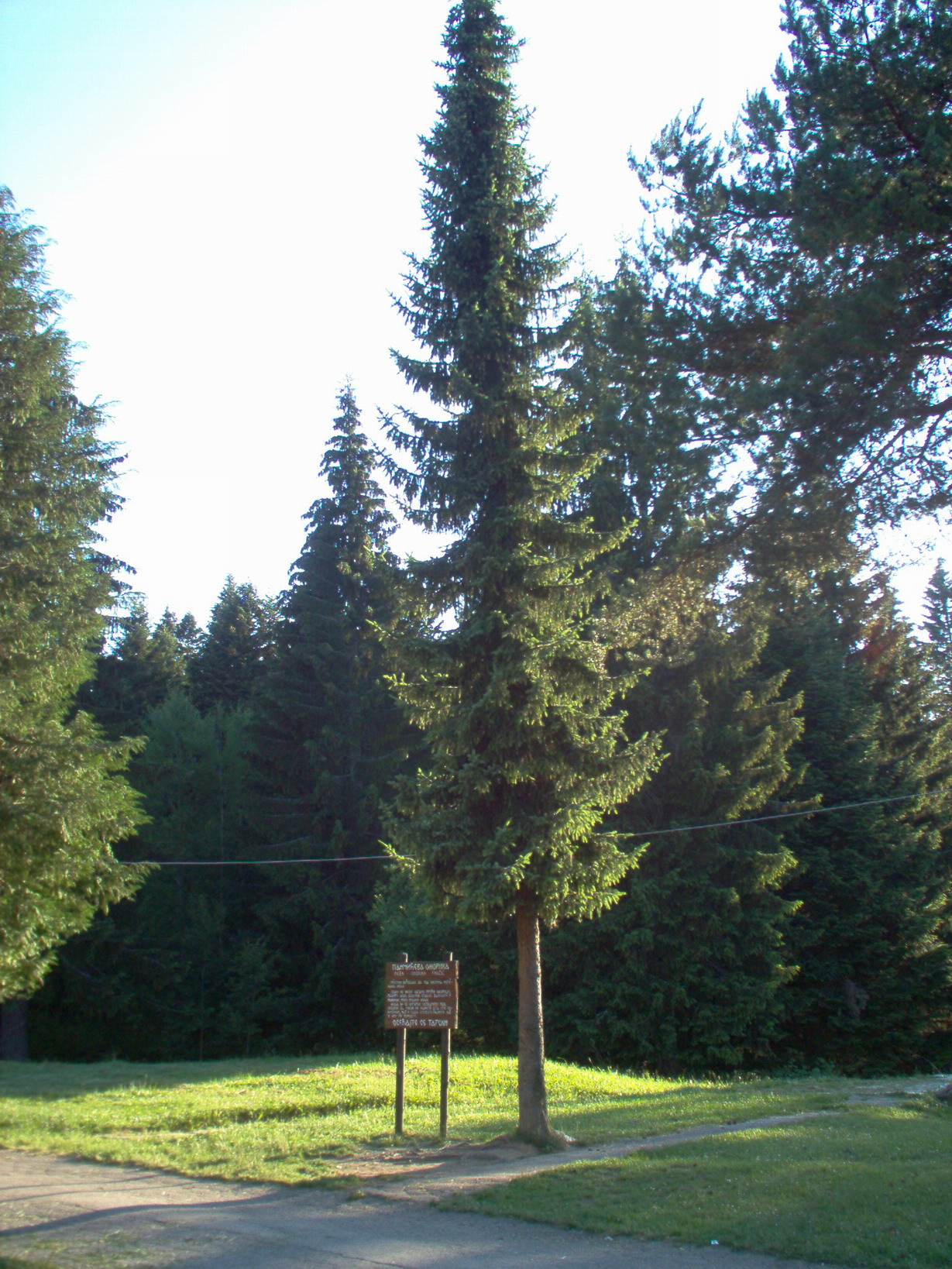
原生地での野生種。細長い樹形が判る

オモリカトウヒ(学名Picea omorika)は、マツ科トウヒ属の常緑針葉樹。英名 Serbian spruce; omorikaなど。

## 自生地
ボスニア共和国とセルビア共和国といった南東部のヨーロッパに自生する。ボスニア・ヘルツェゴビナでは、スルプスカ共和国ヴィシェグラード近郊のドリナ川谷に群生している。セルビア共和国では西部に群生するが、双方合わせて60ha程度の面積の領域でしか観察されていない。群生地の標高は800-1200mの標高となっている。｢オモリカ｣という名称は、単純にセルビア語で｢セルビアスプルース｣という意味の｢смрча｣という語の読みに由来している。1875年、セルビアの植物学者Josif Pančič(ヨシフ・パンチッチ)によりタラ山のZaovineの村の近くで発見された。

## 特徴
成長は早く高さ20m前後となる。時には高さ30-40mとなり、幹の直径は1mに達する。樹形は細長い円柱形に育ち、枝は斜上して伸び葉は密生する。葉は針状で扁平、裏側は白っぽく、表は濃い緑色となり長さは20mm程度である。新芽は淡黄色。幹は赤褐色。枝は短めのため比較的狭い面積しか占めない。球果は卵型で全長は3-6cm、最初は黒紫色で熟すと濃茶色となる。実が熟すまでの期間は5-7か月かかる。耐寒性が強いが、真夏の暑さには弱い。日当たりが良く、乾燥気味で肥沃な土地を好む。

## 園芸品種
湿気を帯びた排水性の良いローム土壌を好むが、それ以外にも砂状の土地などでも生育する。またアルカリ性土壌や酸性土壌にも適合するために、欧州や北アメリカでは、園芸領域でシンボルツリーとして使用される重要な樹種である。黒トウヒやシトカトウヒ (w:Picea　sitchensis) との間に交雑種を作ることが知られている。クリスマスツリーとしては、細すぎるためにそのままでは使用されず、交雑種が使用される。根は細く放射状に伸びるので、移植は比較的容易とされている。日陰には適していない。

### 園芸品種
- オーレア - 葉表が黄色になる。オランダで作られた品種
- ブルーンズ - ドイツで作られた品種。芯以外の枝は斜めに下垂する品種。8mくらいまでに成長する。
- ペンデュラ - 枝垂れ品種。支柱を使って目標とする高さまで伸ばす必要がある。大きく育つと支柱は不要となる。成長は非常に遅い[4]
- ナナ - 最初は半球状となり成長も極遅いが、後に芯が立って広円錐状に育つ品種[5]
- Karel -
- kerstboom -

## 材木として
ドイツトウヒやシトカトウヒより成長の速度が遅いために、北ヨーロッパでは木材や製紙原料としてオモリカトウヒは重要視されていない。

## ギャラリー

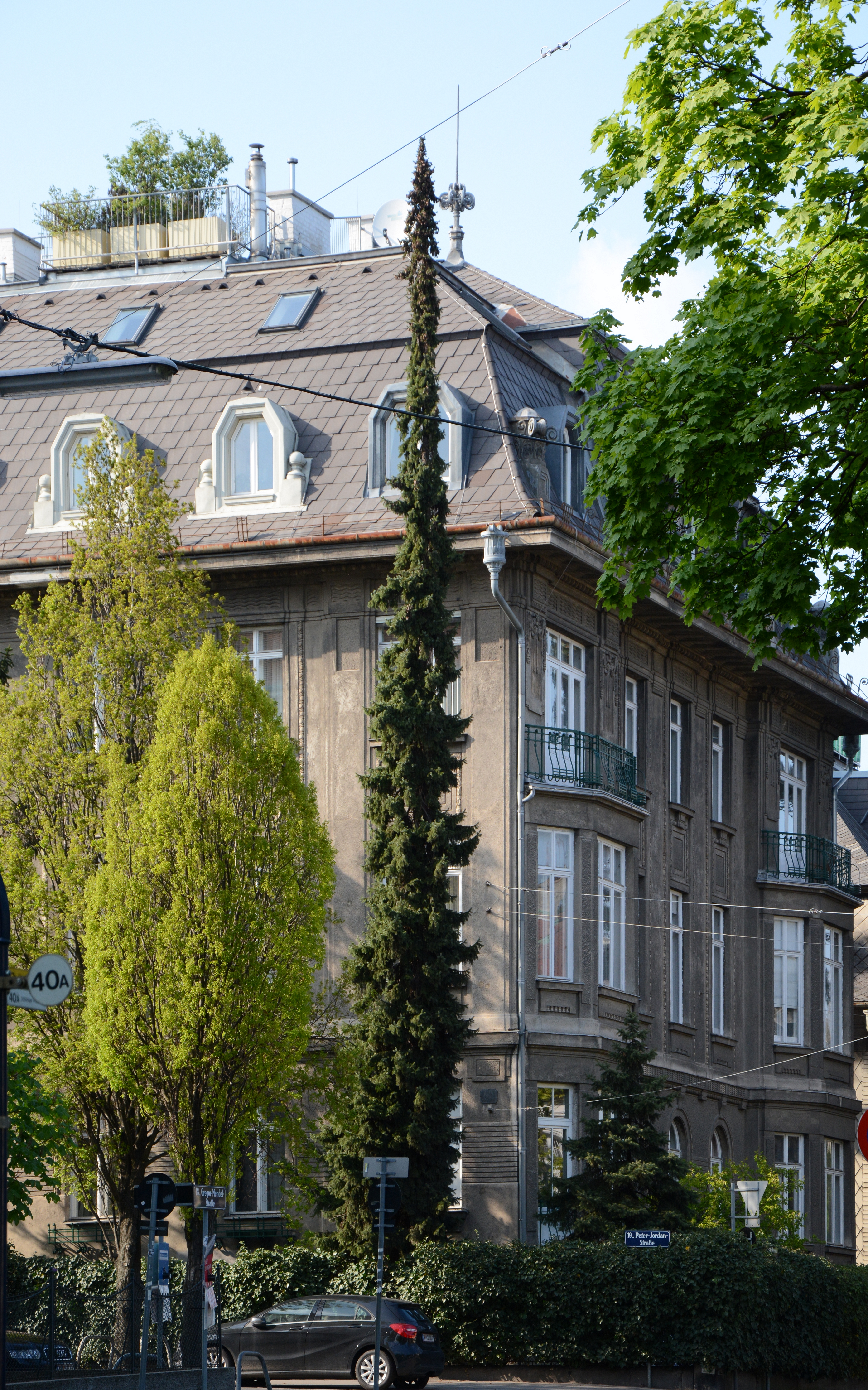
庭園に植えられた原種
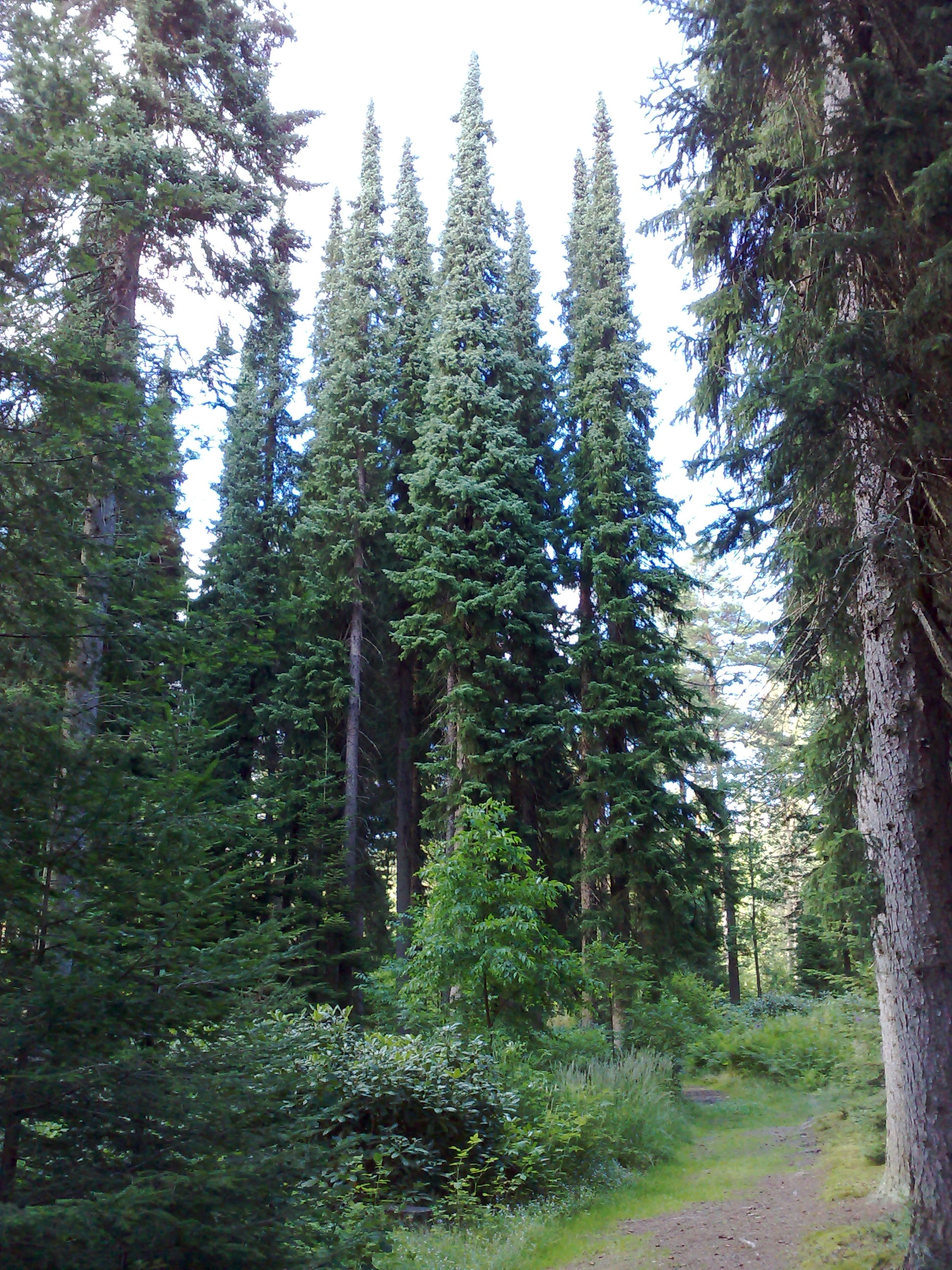
オモリカトウヒの人工林
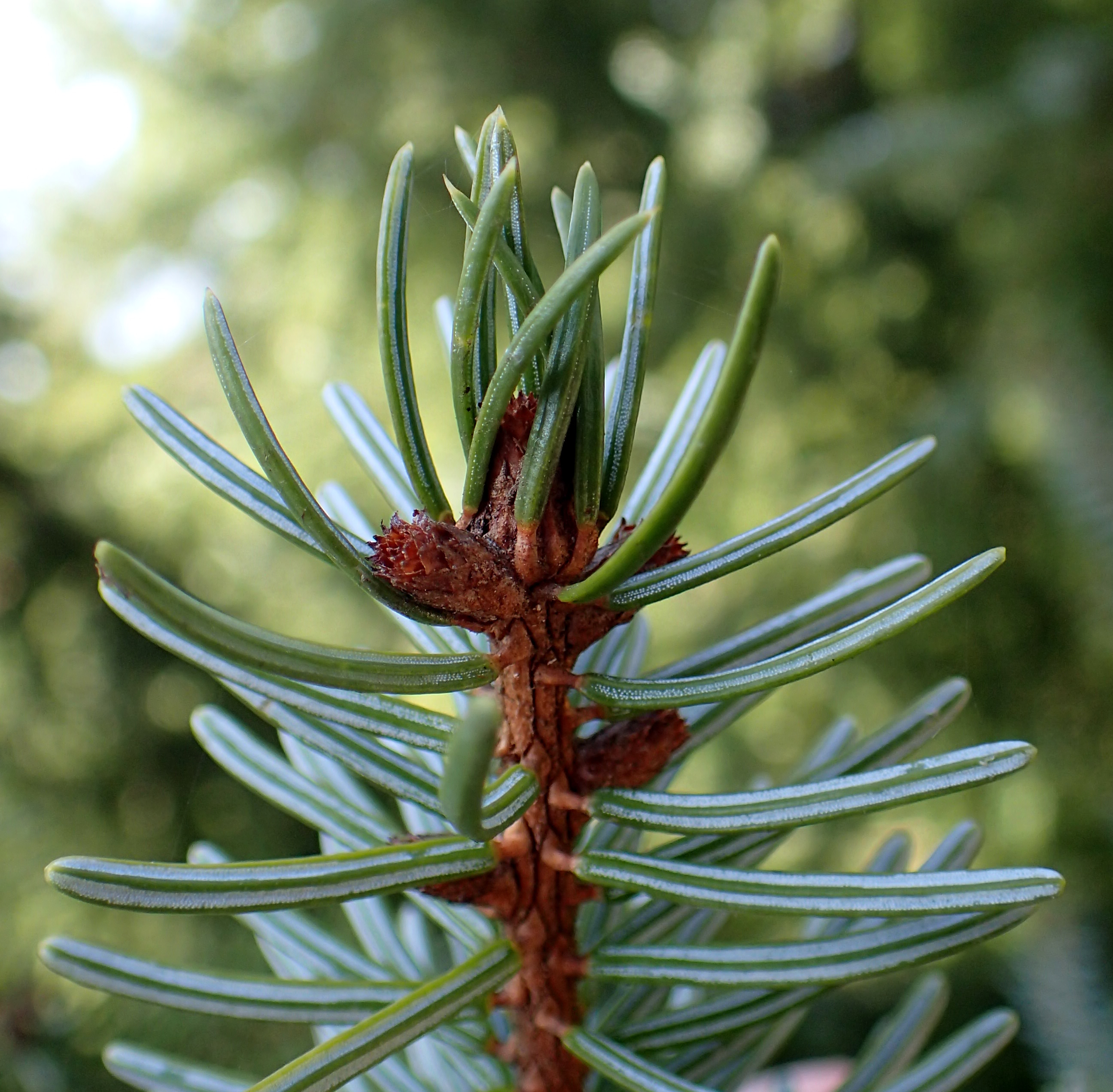
針葉
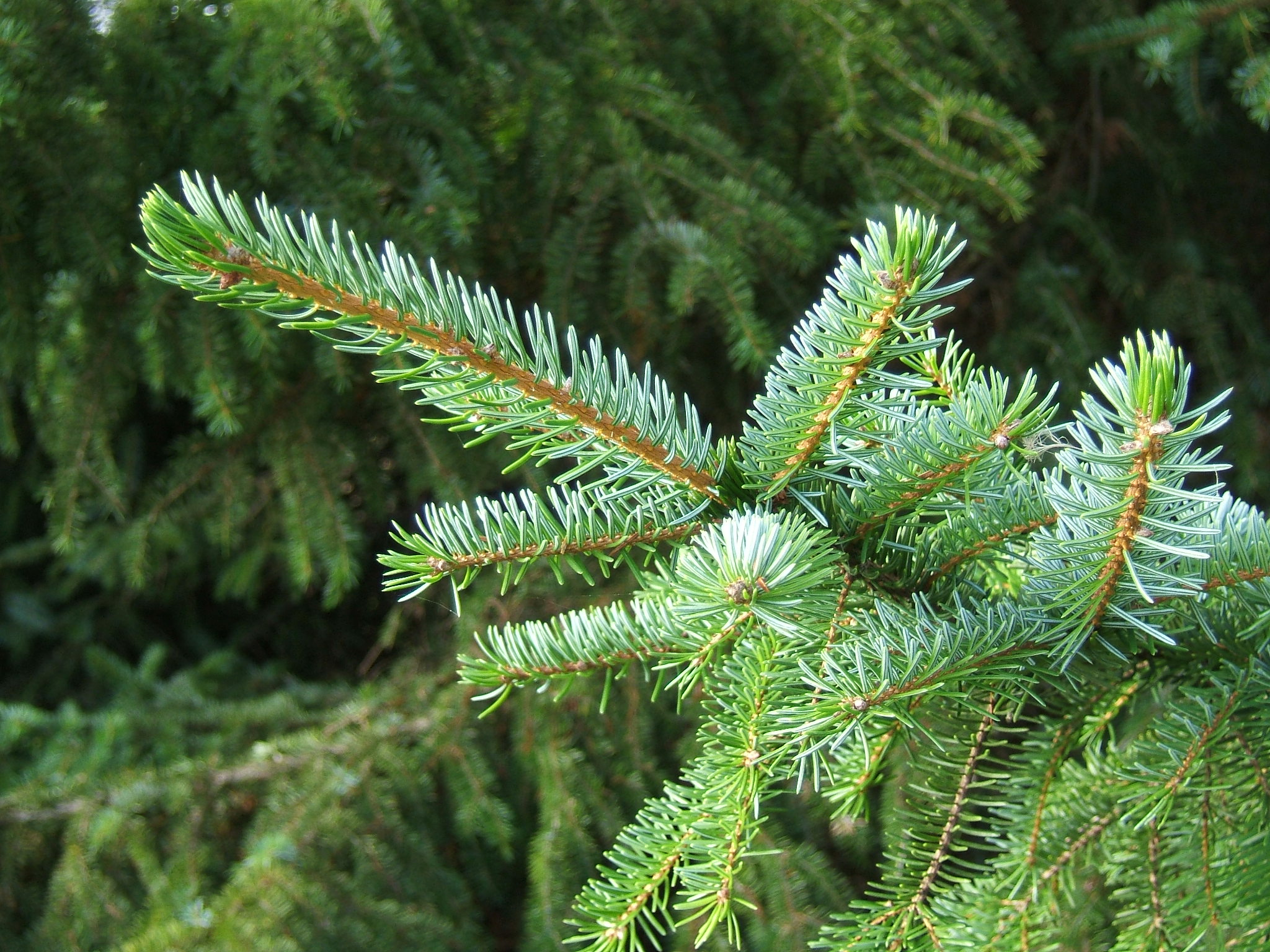
枝先
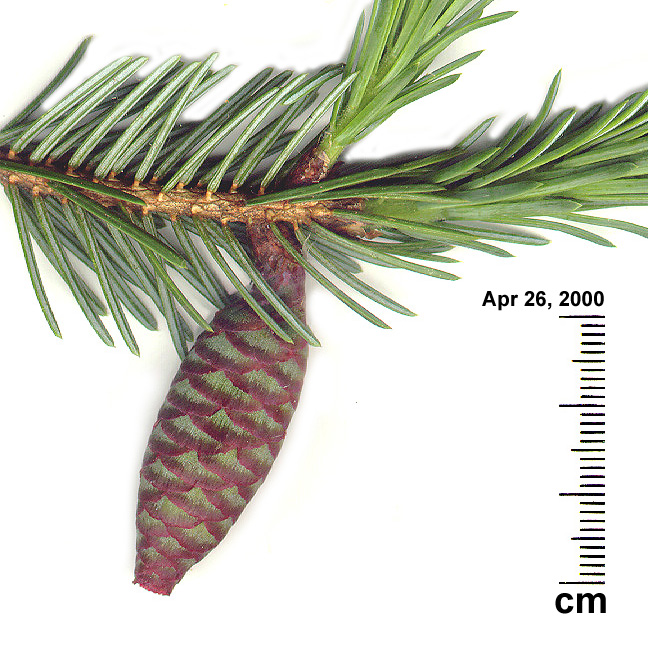
球果（未熟）
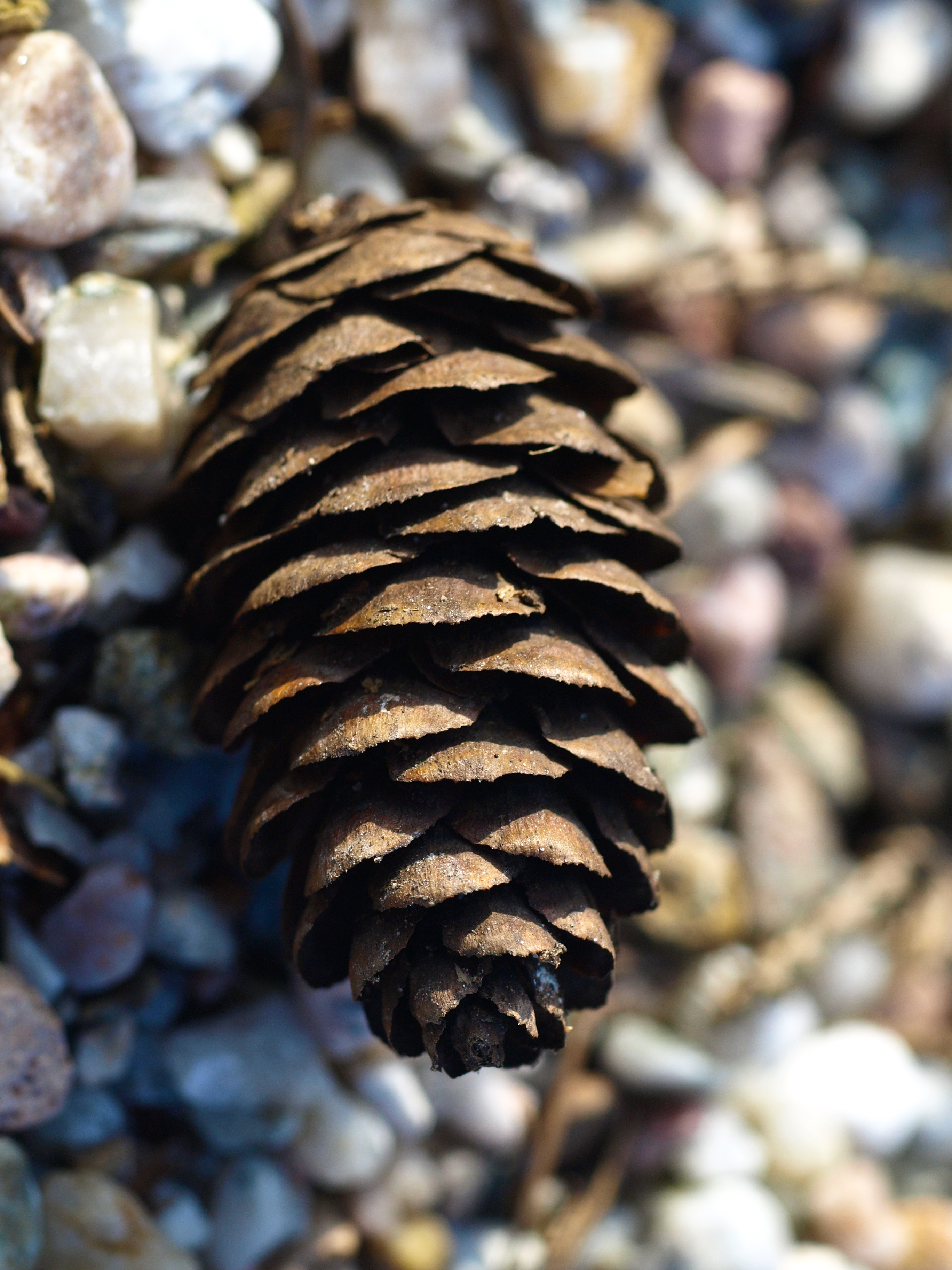
落下した球果（成熟）
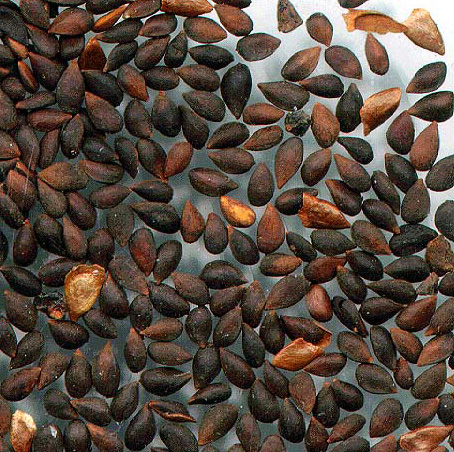
種
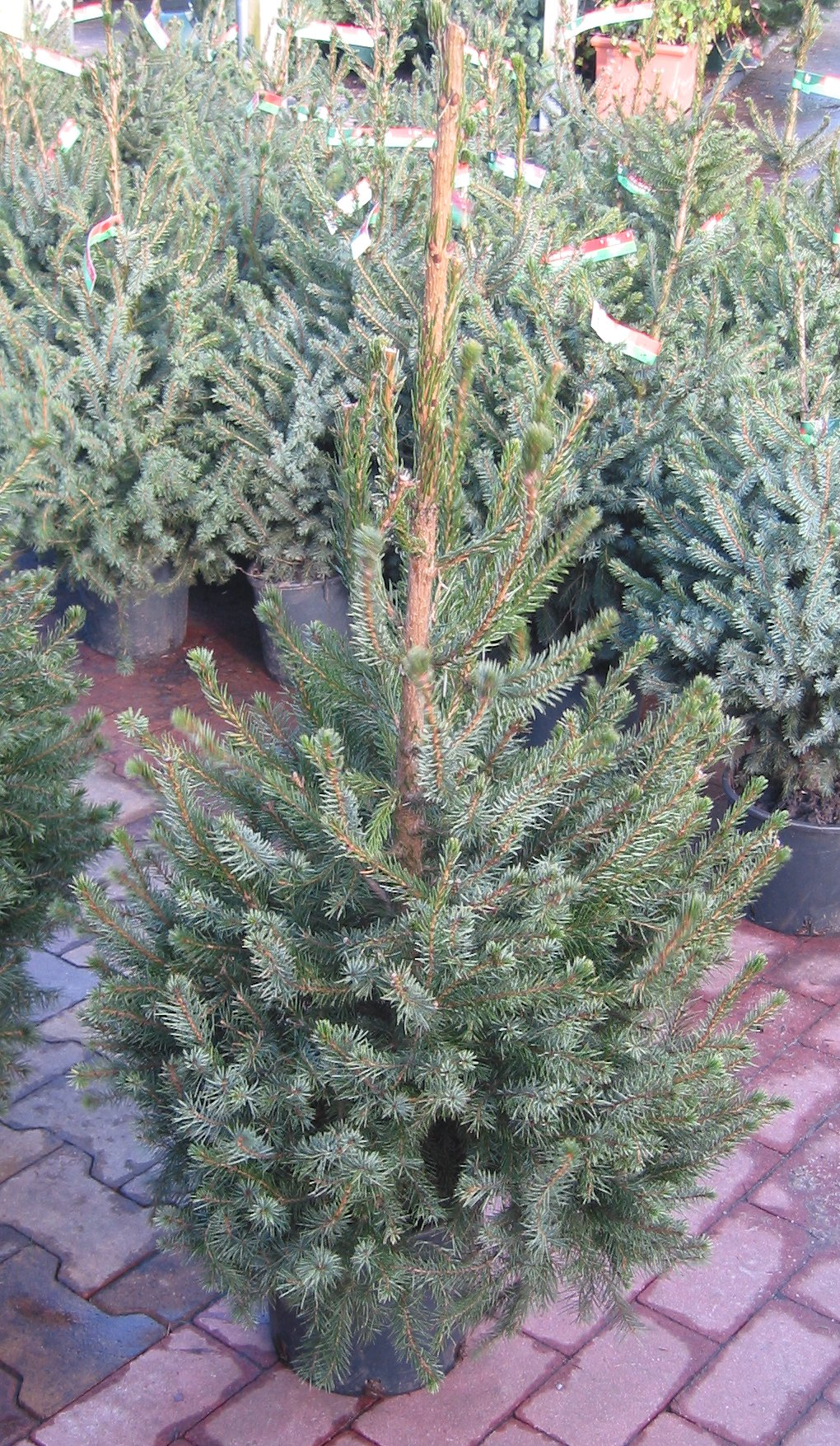
kerstboom
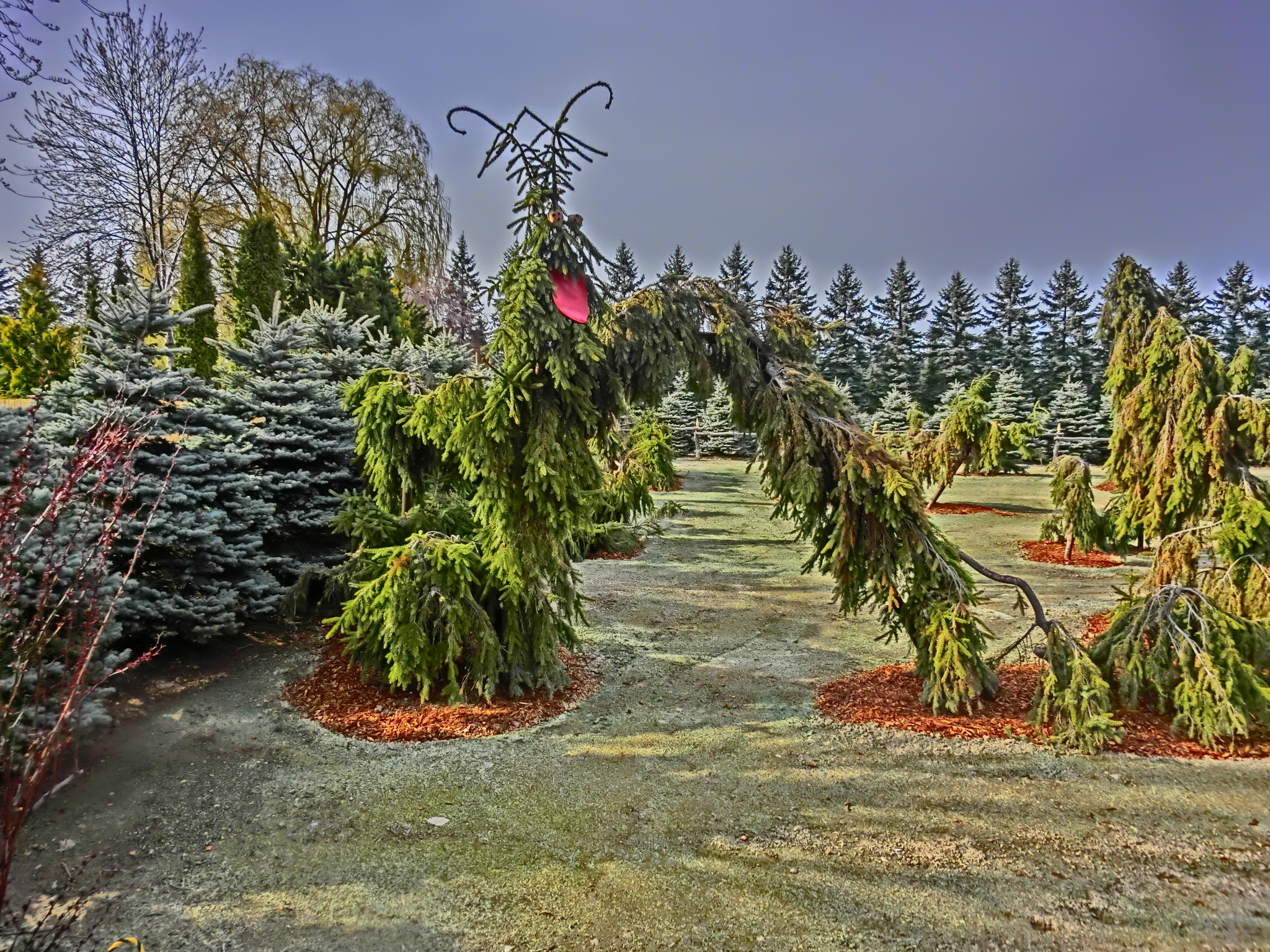
Picea omorika pendula 枝垂れ品種を使ってモンスターに似せた植栽 帯広市真鍋庭園